# ويليام إي. دان
ويليام إي. دان (بالإنجليزية: William E. Dunn) هو سياسي أمريكي، ولد في 1926 بموراي في الولايات المتحدة.